# Chelonus ferganicus
Chelonus ferganicus är en stekelart som först beskrevs av Vladimir Ivanovich Tobias 2001.  Chelonus ferganicus ingår i släktet Chelonus och familjen bracksteklar. Inga underarter finns listade i Catalogue of Life.